# Carspach
Carspach je občina v departmaju Haut-Rhin francoske regije Alzacija.
Leta 2008 je v občini živelo 1.842 oseb oz. 107 oseb/km².